# 福島県立喜多方桐桜高等学校
福島県立喜多方桐桜高等学校 （ふくしまけんりつ きたかたとうおうこうとうがっこう）は、福島県喜多方市豊川町米室高吉にある県立商工高等学校である。

## 概要
喜多方市内にあった福島県立喜多方商業高等学校と福島県立喜多方工業高等学校が統合されて開校した。元の2校は1948年から1962年までは福島県立喜多方商工高等学校として1つの高校であったので再び商業系学科と工業系学科の両方を有する高校が統合することによって喜多方市内に復活した形となった。

## 学科
- 全日制課程
  - 機械科
  - 電気・電子科
  - 建設科
  - 経営マネジメント科

## 沿革
- 2010年4月 - 福島県立喜多方商業高等学校と福島県立喜多方工業高等学校が統合し開校。設置場所は喜多方工業高等学校跡地である。

## 交通
- JR磐越西線喜多方駅より徒歩15分
- JR磐越西線会津豊川駅より徒歩13分